# الحقو (الطويلة)

تعديل مصدري - تعديل

الحقو هي إحدى قرى عزلة بني الذولاني بمديرية الطويلة التابعة لمحافظة المحويت، بلغ تعداد سكانها 289 نسمة حسب تعداد اليمن لعام 2004.